# Sebastián Martelli
Sebastián Alejandro Martelli (Caseros, Buenos Aires, Argentina, 13 de marzo de 1996) es un futbolista argentino. Juega como centrocampista.

## Trayectoria
Se inició en las inferiores de Vélez Sarsfield. Debutó como profesional el 14 de septiembre de 2014, contra Belgrano en el Estadio Mario Alberto Kempes, ingresó al minuto 80 por Alejandro Cabral y perdieron 1 a 0.
El 28 de julio de 2015 se anunció su traspaso a los Tiburones Rojos de Veracruz de la Primera División de México. Debutó el 16 de septiembre contra el Puebla por la Copa MX. El partido que se llevó a cabo en el Estadio Luis Pirata Fuente finalizó con empate de 0 a 0.
El 18 de diciembre de 2015 fue enviado a préstamo a los Lobos de la BUAP de la Liga de Ascenso de México. El 8 de enero de 2016, debutó en el empate de 1 a 1 contra el FC Juárez, por la 1ª fecha del Torneo Clausura. Al final disputó 9 juegos con este equipo y no convirtió anotaciones.
El 28 de junio de 2016 se confirma su regreso a Vélez Sarsfield para encarar el Campeonato de Primera División 2016-17.
El 27 de julio de 2017 firma contrato con el Club Atlético Temperley de la Primera División del fútbol argentino.

## Estadísticas
Actualizado al 19 de marzo de 2016.
| Vélez Sarsfield Argentina                | 1.ª                 | 2014                | 4 | 0 | - | - | - | - | 4  | 0 |
| Vélez Sarsfield Argentina                | 1.ª                 | 2015                | 0 | 0 | - | - | - | - | 0  | 0 |
| Vélez Sarsfield Argentina                | Total               | Total               | 4 | 0 | 0 | 0 | 0 | 0 | 4  | 0 |
| Tiburones Rojos · México                 | 1.ª                 | 2015-16             | 0 | 0 | 1 | 0 | - | - | 1  | 0 |
| Tiburones Rojos · México                 | Total               | Total               | 0 | 0 | 1 | 0 | 0 | 0 | 1  | 0 |
| Lobos BUAP · México                      | 2.ª                 | 2015-16             | 5 | 0 | 4 | 0 | - | - | 9  | 0 |
| Lobos BUAP · México                      | Total               | Total               | 5 | 0 | 4 | 0 | 0 | 0 | 9  | 0 |
| Vélez Sarsfield Argentina                | 1.ª                 | 2016-17             | 0 | 0 | 0 | 0 | - | - | 0  | 0 |
| Vélez Sarsfield Argentina                | Total               | Total               | 0 | 0 | 0 | 0 | 0 | 0 | 0  | 0 |
| Total en su carrera                      | Total en su carrera | Total en su carrera | 9 | 0 | 5 | 0 | 0 | 0 | 14 | 0 |
| (1)Incluye Copa Argentina y Copa México. |                     |                     |   |   |   |   |   |   |    |   |